# Wino truskawkowe
Wino truskawkowe (słow. Jahodové víno) – polsko-słowacki komediodramat z 2007 roku w reżyserii Dariusza Jabłońskiego, na motywach kilku opowiadań Andrzeja Stasiuka ze zbioru pt. Opowieści galicyjskie.
Zdjęcia do filmu rozpoczęto 20 sierpnia 2005. Plenery: Jaśliska, Dukla, okolice Krosna, Magurski Park Narodowy.

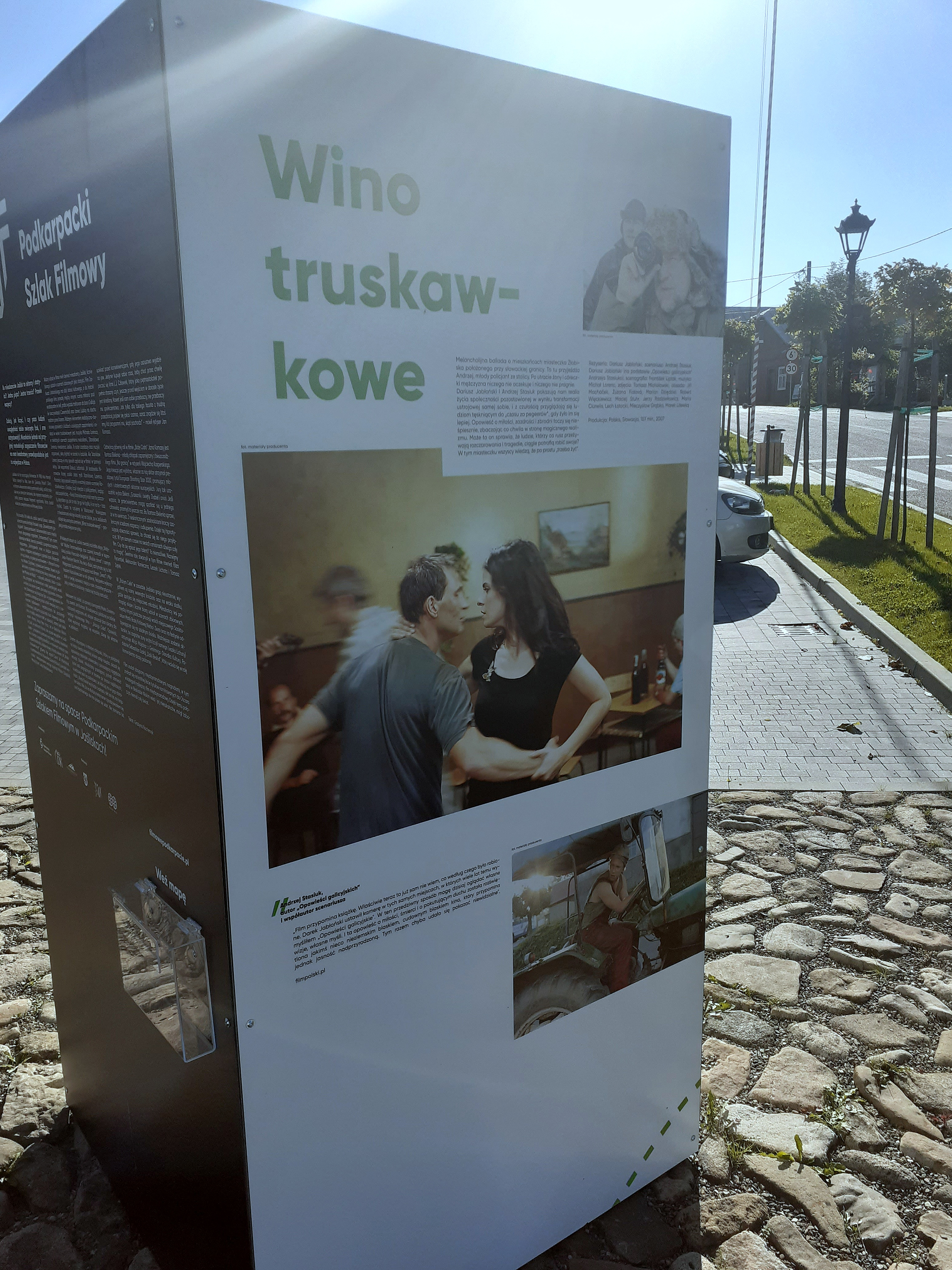
Tablica upamiętniająca film w Jaśliskach, gdzie realizowano zdjęcia

## Fabuła
Do położonego przy polsko-słowackiej granicy fikcyjnego miasteczka Żłobiska przyjeżdża trzydziestoletni Andrzej, policjant z Warszawy. Ma nadzieję zacząć tu nowe życie i zapomnieć o starym, którego finałem była utrata żony i córki. W miejscowym komisariacie pracuje od lat tylko jeden stróż prawa z nostalgią, podobnie jak większość mieszkańców, wspominający czasy PRL-u i wszechobecnych PGR-ów. Andrzej, chcąc nie chcąc, wchodzi więc w rolę piątego koła u wozu, gdyż przestępczość w Żłobiskach prawie nie istnieje, jeśli nie liczyć pijackich awantur w knajpie i nielegalnego wyrębu drzewa na opał. Dlatego głównym zadaniem nowego policjanta staje się patrolowanie okolicy na służbowym, rozlatującym się rowerze. Z biegiem czasu Andrzej lepiej poznaje lokalnych mieszkańców i ich ulubioną rozrywkę: gromadne lub samotne popijanie lokalnego napitku pod nazwą wino truskawkowe. W oko wpada mu też miejscowa piękność – Słowaczka Lubica, kokietująca połowę miasteczka miłośniczka tańca, żyjąca jakby we własnym, nie zawsze respektującym miejscowe obyczaje, świecie. Dziewczynie również najwyraźniej podoba się nowo przybyły, gdyż już przy pierwszej okazji między nią a Andrzejem dochodzi do zbliżenia. Związek nie nabiera jednak cech trwałości, ponieważ Lubica niedługo później wychodzi za Edka, gruboskórnego dorobkiewicza i właściciela kilku okolicznych biznesów. Andrzej nie ma jednak czasu na rozpamiętywanie zawodu miłosnego, gdyż w miasteczku zostaje popełnione morderstwo.
Źródło: FilmPolski.pl.

## Obsada
- Jiří Macháček jako Andrzej
- Wojciech Malajkat jako Andrzej (polski dubbing)
- Zuzana Fialová jako Lubica Zalatywój
- Marian Dziędziel jako Adam Kościejny
- Mieczysław Grąbka jako sierżant
- Jerzy Radziwiłowicz jako proboszcz
- Lech Łotocki jako Mietek Lewandowski
- Maciej Stuhr jako Janek
- Marek Litewka jako Władysław Zalatywój
- Maria Ciunelis jako barmanka Irenka
- Cezary Kosiński jako Edek
- Magdalena Pstrzoch-Momot jako kobieta
- Jagoda Szaluś jako dziewczynka
- Elżbieta Kilarska jako babka
- Robert Więckiewicz jako Semen Wasylczuk
- Ina Gogálová jako żona Kościejnego
- Wojciech Skibiński jako kościelny
- Katarzyna Wrzosek jako blondyna

## Nagrody
- Ogólnopolski Festiwal Sztuki Filmowej „Prowincjonalia”, Września 2008
  - Tomasz Michałowski – nagroda za zdjęcia
  - Michał Lorenc – nagroda za muzykę
  - Dariusz Jabłoński – nagroda dziennikarzy
  - Marian Dziędziel - nagroda specjalna
- Koszaliński Festiwal Debiutów Filmowych „Młodzi i Film”, Koszalin 2008
  - Tomasz Michałowski – nagroda za zdjęcia
  - Dariusz Jabłoński – nagroda Jury Młodzieżowego